# Leptobrachella mjobergi
Espèce
Statut de conservation UICN

 DD  : Données insuffisantes
Leptobrachella mjobergi est une espèce d'amphibiens de la famille des Megophryidae.

## Répartition
Cette espèce est endémique du Nord de Bornéo. Elle se rencontre au-dessus de 300 m d'altitude, :
- en Malaisie orientale dans l'État de Sarawak ;
- en Indonésie au Kalimantan ;
- au Brunei.

## Étymologie
Cette espèce a été nommée en l'honneur de Eric Georg Mjöberg (1882-1938) qui a obtenu les premiers spécimens.

## Publication originale
- Smith, 1925 : Contributions to the Herpetology of Borneo. Sarawak Museum Journal, vol. 3, p. 15-34 (texte intégral).